# Óriáspanda
Az óriáspanda (Ailuropoda melanoleuca), eredeti rendszertani nevén Ursus melanoleuca (fekete-fehér medve), vagy bambuszmedve a medvefélék (Ursidae) családjába tartozó emlős. Elterjedése csak maradványfoltokra korlátozódik Közép- és Dél-Kínában.
Nemének az egyetlen recens faja és egyben a típusfaja is.
Az óriáspanda táplálékának 98%-a bambusz, bár méz, tojás, hal, jamszgyökér és egyéb is szerepel az étlapján. Könnyedén felismerhető a szemét, fülét és a testét körülvevő nagy fekete foltjairól.
A WWF jeleként és gyakran általában az állatvédelem jelképeként világszerte ismertté vált.

## Elnevezése

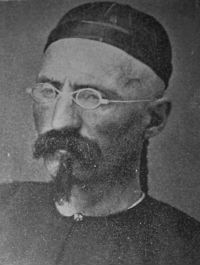
Armand David tisztelendő

A fajt 1869-ben Père Armand David francia misszionárius írta le először, aki a fekete-fehér medve, azaz Ursus melanoleucus nevet adta neki. 1870-ben csak csontok alapján Alphonse Milne-Edwards megállapította, hogy a faj közelebb áll az Ailurus fulgus (vörös macskamedve) fajhoz, ezért átkeresztelte Ailuropoda melanoleuca névre. Ma már tudjuk, hogy közelinek tűnő rokonsága kis termetű pandafélékkel csak konvergencia.
A panda a vörös macskamedve másik neve. A szó feltehetően az óriáspandánál jóval kisebb termetű állat nepáli nevéből származik (punja, valószínűleg a nigalja punja, azaz „bambuszevő” kifejezésből). Az óriáspandát a zoológusok csak később ismerték meg, és mivel a két fajt közeli rokonnak tartották, az óriás panda és kis panda névvel különböztették meg őket. A magyar szakirodalomban a bambuszmedve nevet kapta az Ailuropoda nem, de ezt a nevet a köznyelvi, de pontatlan panda név elterjedtsége és a távoli rokonság felismerése miatt az óriáspanda név váltotta fel. A vörös macskamedvét ma is nevezik kis pandának vagy vörös pandának.
A kínai nyelvben az óriáspanda neve dà xióng māo (kínai: 大熊猫, magyar népszerű átírás: ta hsziung-mao), ami „nagy medvemacskát” jelent. A „nagy” jelző itt is a kis pandától való megkülönböztetésre szolgál (kínaiul xiǎo xióng māo, hsziao hsziung-mao, azaz „kis medvemacska”). A „medvemacska” nevet az állat valószínűleg annak köszönheti, hogy a többi medvefélével ellentétben kitűnően mászik fára, és a pupillája a többi medvéével ellentétben nem kerek, hanem a macskáéhoz hasonlóan rés alakú.
Az Ursus melanoleuca, azaz fekete-fehér medve az ógörög melano (fekete) és leukos (fehér) szavak összevonása.

## Előfordulása
Az óriáspanda elterjedési területe mindössze 5900 km², amely magában foglalja Szecsuan, Kanszu és Sanhszi kínai tartományok hegyvidéki területeit. Az óriáspanda természetes élőhelyei a sűrű erdővel benőtt szubtrópusi hegyoldalak. Itt él nyáron 2700–4000 méter magasságig, télen alacsonyabbra vándorol, gyakran 800 méteres magasságig. Élettere általában nedves és csapadékban gazdag; a nyár hűvös, a tél hideg.

## Megjelenése

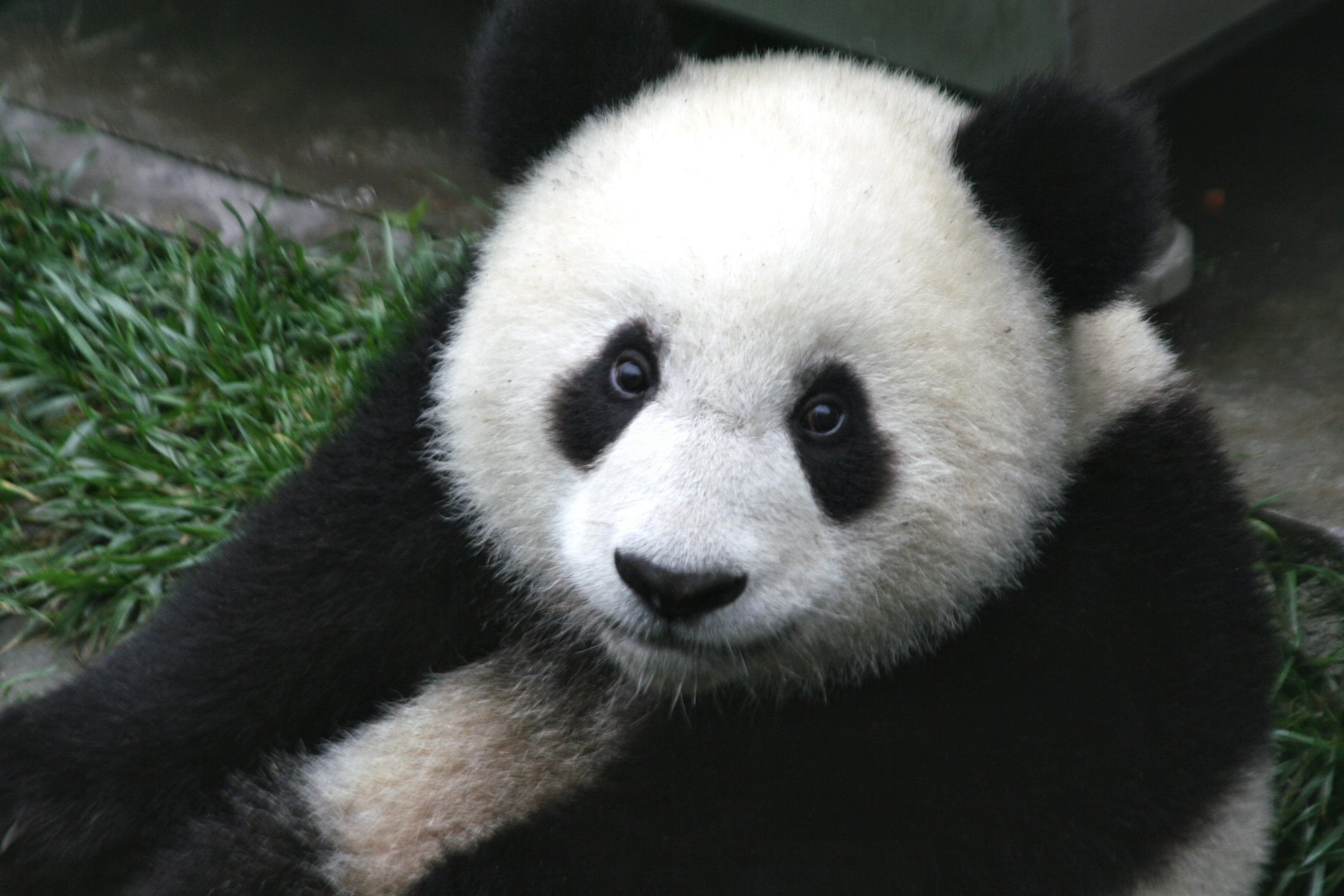
Egy fiatal egyed

Az óriáspanda a fejétől a farkáig 150-190 centiméter. Farka – mint a legtöbb medvéé – csonka, nagyjából 10-15 centiméter hosszú. A felnőtt állat testtömege 70 és 125 kilogramm között változik. Az óriáspanda testfelépítése megegyezik a többi medvéével, csupán a kontrasztos fekete-fehér színében tér el tőlük.

### Bundájának színe
Dús, gyapjas bundájának alapszíne fehér, mellső és hátsó lábai feketék. Mellső lábainak fekete színe a háton is folytatódik, és övet alkot, amely a felsőtestet körbeveszi. Feketék ezenkívül a fülei, a szemének a környéke és néha a farkának a csúcsa is. Feltűnő színének oka pontosan nem ismert. Szóba jöhet az ellenség elijesztése, a hőszabályozás és az álcázás is.

### További tudnivalók
Feje más medvéknél nagyobbnak tűnik, ez elsősorban jól fejlett rágóizmainak, és az azok tapadásához szükséges megnövekedett felületnek köszönhető, amitől a koponya magas és oldalnézetből kerek lett. Ahogy a legtöbb medvének, az óriáspandának is 42 foga van. Hátsó kisőrlőfogai és nagyőrlőfogai sokkal nagyobbak és szélesebbek, mint a család többi fajának fogai, sőt a ragadozók rendjében ezek a legnagyobb őrlőfogak, mutatva a növényevéshez való alkalmazkodást. A faj további sajátossága a „hatodik ujj”, a mellső mancs ujjszerűen meghosszabbodott radiális kéztőcsontja, ami a hüvelykujj szerepét tölti be a táplálkozás során.
Naponta igen hosszú ideig (10-12 órán keresztül) képes egy helyben üldögélni, életvitele igen lassú a rokonságához hasonlítva. Hangja báránybégetéshez hasonló.

## Életmódja
Az óriáspanda elsősorban talajlakó, de jól mászik és úszik. Az óriás panda megroggyantott hátsó lábain is meg tud állni, de hamar elfárad, minden alkalmat kihasznál a pihenésre. Táplálékát legtöbbször ülve fogyasztja el, így mellső mancsa szabaddá válik, hogy a táplálékot megfogja. Ezek az állatok szürkületben vagy éjszaka aktívak, míg nappal fák üregeiben, sziklahasadékokban vagy barlangokban alszanak. A bambuszbozótban alagútszerű járatokat készít, hogy a táplálkozási területét alvóhelyével összekösse.
Az óriáspandák egyedül élnek nagyjából 4-6 négyzetkilométer területen. A nőstények territóriumának van egy 30-40 hektáros központi része, amelyről kiűzi a fajtársait. A hímek rugalmasabbak, és nem védik a területüket, nincs semmilyen központi rész, és gyakran közös része is van másik hímekével. Ennek ellenére a fajtársaik többnyire kitérnek az útjukból. Vándorlásuk alatt megjelölik útvonalukat: a fákat megkarmolják, hozzádörgölődnek vagy a vizeletükkel hagynak jelet.
Más medvékkel szemben az óriáspandák nem alszanak téli álmot, a hidegebb évszak alatt csupán mélyebben fekvő területekre vándorolnak.

### Táplálkozás

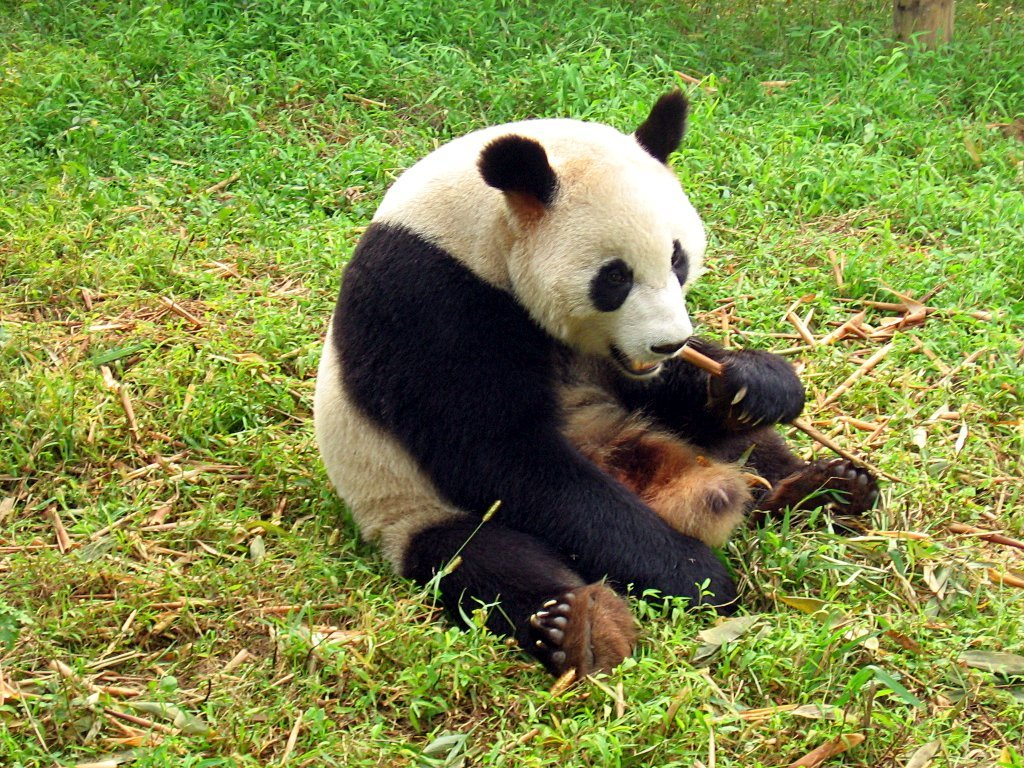
Az óriáspanda a hátsó lábain ülve eszik

Az óriáspandák azok közé a medvék közé tartoznak, amelyek kifejezetten növényevők, de a közvélekedéssel szemben nem csak bambuszt fogyasztanak. Szabadban ez a fő táplálékuk, a fiatal hajtásokat részesítik előnyben, idősebb hajtásokat csak ritkábban esznek. Mivel a bambusz nem túl tápláló és az óriáspandák emésztése sem állt be úgy a növényevésre, mint a származástanilag régebb óta növényevő emlősöké, sokat esznek belőle: napi szükségletük 10-20 kilogramm bambusz. Tápnövényei között találunk még tárnics-, nőszirom-, sáfrány- és ördögcérnafajokat is. Elvétve fogyasztanak apróbb gerinces állatokat is, mint például kis rágcsálókat, pocoknyúlféléket (Ochotonidae) és halakat is.
Az óriáspanda emésztőrendszere alkalmazkodott a túlnyomórészt növényi táplálék emésztéséhez. A nyelőcsőben keresztirányú recék találhatók. A gyomor fala vastag, a madarak izmos gyomrára (zúza) emlékeztet. Más medvefajokkal ellentétben a vastagbél felszíne elnagyolt, és hiányzik a vakbél.

## Szaporodása

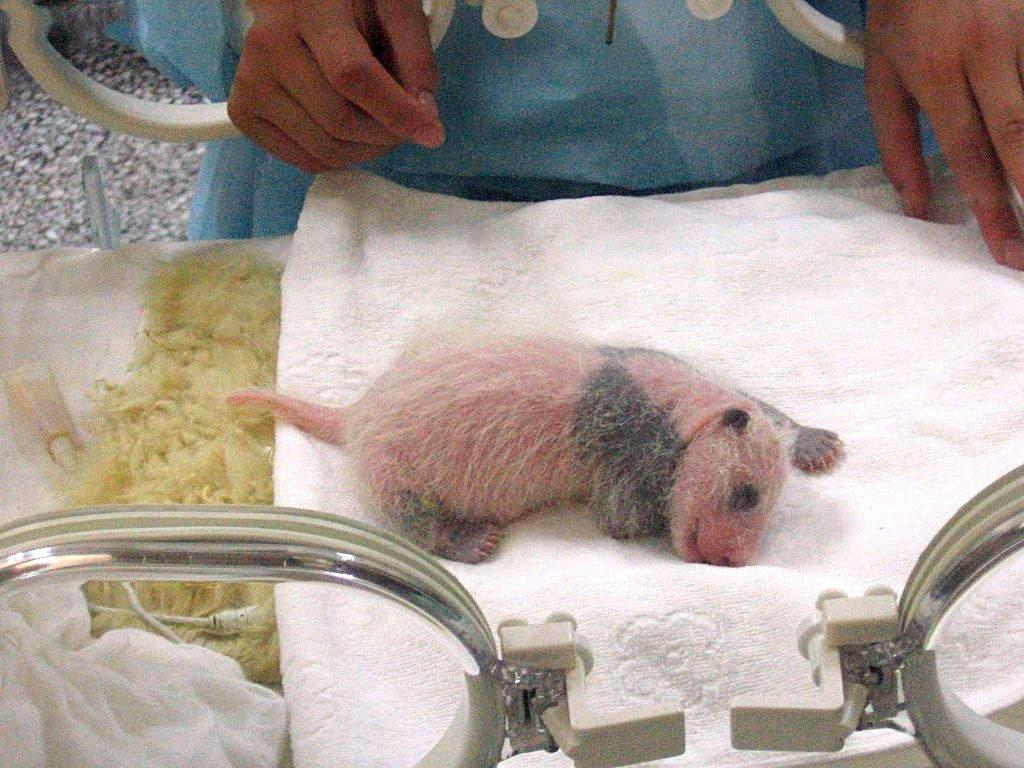
Közel egy hetes bocs egy kínai tenyésztőintézetben

Az óriáspanda szaporodási időszaka március és május közé esik. Erre az alkalomra a különben magányosan élő állatok párt keresnek, a hímek között harc is előfordulhat a párosodás előjogáért. Más medvékhez hasonlóan a megtermékenyített petesejt mintegy 45-120 napig tartózkodik az anyaállat méhében, és csak ezután ágyazódik be.
A legtöbb kölykedzés augusztusra vagy szeptemberre esik, ilyenkor egy vagy kettő, ritkán három bocs születik. Az újszülöttek parányiak, csupán 90-130 grammosak és selymes fehér bunda borítja őket. Ekkor még a testhossz kb. harmadát a farok teszi ki. Az anya és bocsa közötti súlyarány az óriáspandák esetén a legnagyobb a fejlett emlősállatok között.
Ikerszülés esetén az anya hamarosan kiválaszt egy bocsot, a többit pedig kitagadja. Hogy ez milyen feltételek alapján történik, azt még nem kutatták. Kerek egy hónaposan a bocs már a tipikus színezettel rendelkezik, 40-60 naposan nyitja ki a szemét és öt-hat hónapos korban vesz magához először szilárd táplálékot. Nyolc-kilenc hónapos korig megtörténik a végleges elválasztás az anyatejtől és 18 hónaposan a bocs elhagyja az anyát. Az egyedek öt és hétéves kor között válnak ivaréretté.
A szabadon élő óriáspandák várható élettartama nagyjából 25 év.

## Veszélyeztetettség
Eredeti elterjedési területe Kelet-Kína és Mianmar nagy részét magában foglalta. A késő pleisztocénben kezdődött meg a visszaszorulása, amelyben a klímaváltozásnak és az ember terjeszkedésének is szerepe volt. A bundájáért történő vadászata és az állatkertek állományának fenntartásáért történő befogása tovább tizedelte a populációt, amíg 1939-ben védelem alá nem helyezték. A vadászatot és a prémkereskedést Kínában szigorúan büntetik, ezért 1997-ig halálbüntetés járt. A populáció visszaszorulásához az életterük egyre nagyobb benépesülése is hozzájárul, melynek következtében elterjedési területük három részre szakadt. 1998 óta az elterjedési területe is védelem alatt áll. 
A WWF és a kínai kormányzat négyéves kutatása szerint 2004-ben a szabadban nagyjából 1600 példány élt. Egy 2006-os, az ürülék genetikai ujjlenyomatán alapuló vizsgálat kétszer annyi óriáspandát azonosított egy területen, mint amit becsültek a 2004-es vizsgálatban. Ez alapján Kínában akár a 3000-et is elérheti a vadonban élő óriáspandák száma. 2006-ban már 40 óriáspanda-rezervátum volt Kínában, ami komoly előrelépés a 20 évvel korábbi 13-hoz.
A CITES-egyezményben az I. függelék foglalkozik a fajjal, az IUCN pedig végveszélyben levőnek sorolta be. A számuk a legutóbbi években növekedni látszik, ami a faj védelmében tett erőfeszítések sikerét támasztja alá.
A Természetvédelmi Világszövetség 2016-ban a veszélyeztetett besorolást sebezhetővé enyhítette, mivel a fajvédelmi erőfeszítéseknek köszönhetően megállt az óriáspandák számának csökkenése. A szövetség a jelentésében ekkor 1864 felnőtt és 2060 kölyök példányra becsülte a faj populációját. Felhívták azonban rá a figyelmet, hogy a jövőben bambuszerdők kiterjedésének visszaesése várható, ezért az óriáspandák egyedszáma ismét csökkenésnek indulhat.

### Állatkertekben

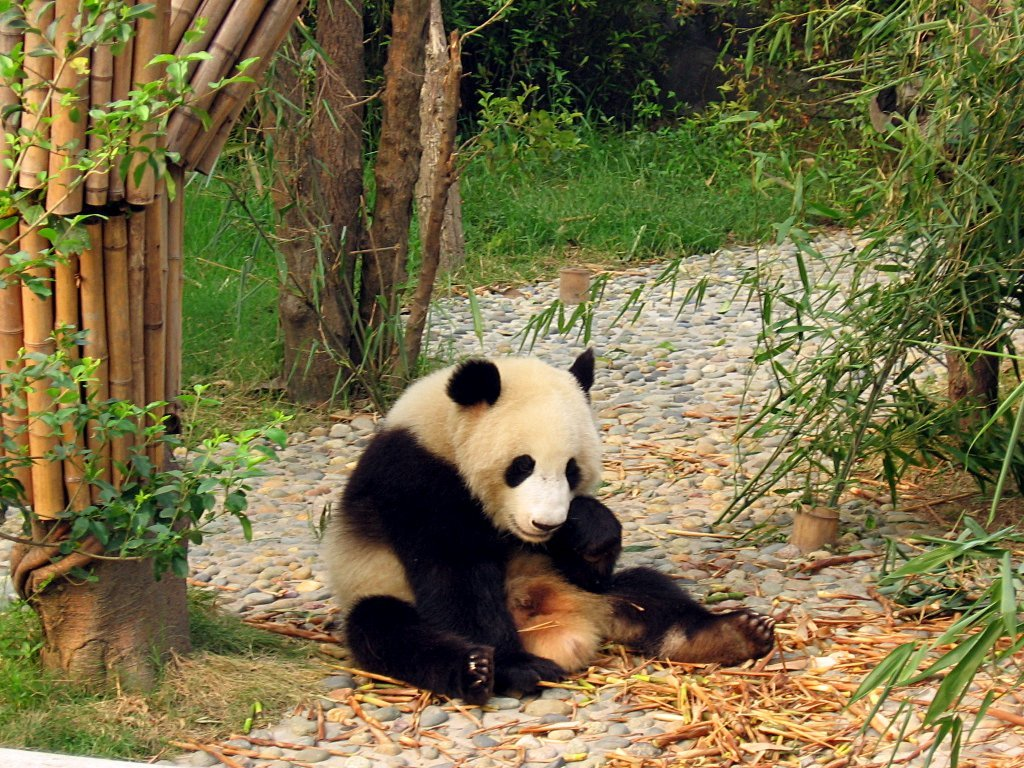
Óriáspanda egy csengtui kutatóközpontban

2006 végén Kínában összesen 221 fogságban élő példányt jelentettek. Kínán kívüli állatkertekben kb. 50 példány él. Európában a következő állatkertekben lehet óriáspandát látni: Berlini Állatkert, Madridi Állatkert, Edinburgh-i Állatkert, Schönbrunni Állatkert (Bécs), Pairi Daiza (Cambron-Casteau, Belgium), Ouwehands Dierenpark (Rhenen, Hollandia), Ähtäri Állatkert (Finnország), Koppenhágai Állatkert, Moszkvai Állatkert, ZooParc de Beauval (Franciaország). Jelenleg a Kínán kívül megtalálható összes óriáspanda a kínai állam tulajdona. Kölcsönszerződés keretében vannak jelen maximum 10 évre évi 1 millió USD ellenszolgáltatásért, egy 1984-es törvény értelmében. A szerződés kitér arra is, hogy az így kölcsönbe adott óriáspanda esetleges születendő bocsai is automatikusan a kínai állam tulajdonai lesznek.
Fogságban csak ritkán sikerül szaporodniuk. 2006-ban sikerült először egy fogságban született óriáspandát a vadonba visszatelepíteni. Erre az állatot három évig készítették fel.
Őshazájában, Kínában vannak pandamentő központok, amikben tenyésztő program zajlik az állatfaj megmentése érdekében. A Wolong Természetvédelmi Kutatóközpont egy olyan hely, ahol pandák szaporításával foglalkoznak a szakértők, van egy műsor róla az Animal Planeten, a Pandavilág (eredeti címe: Pandamonium)

## Rendszertan
A fajt első leírója a medvefélék közé helyezte, majd egy évvel később a vörös macskamedve hasonlósága miatt a pandafélékhez. A 19. század második felében még úgy gondolták, hogy a vörös macskamedve a mosómedvefélék családjába tartozik, az óriáspandával együtt.
A felfedezés után száz évvel még mindig vita folyt arról, hogy az óriáspanda hová tartozik: Dwight Davis a chicagoi egyetemen összehasonlító anatómiai vizsgálatok alapján a medvefélékhez sorolta egy publikációjában, ezt nem sokkal követően viszont Desmond Morris az etológiai megfigyelések alapján a mosómedvékhez. Az 1980-as években George B. Schaller önálló családba, az Ailuropodidae familiába sorolta.
A helyes besorolást rendkívül megnehezítette az a körülmény is, hogy 21 pár kromoszómája is inkább a vörös macskamedvéhez (22 pár), mintsem a többi medvéhez (37 pár) hasonló. Pontosabban: a medvék családjában 74 darab egykarú kromoszóma található, amiknek centromérája a molekula végén helyezkedik el. Az óriáspandák 42 kromoszómájának többsége kétkarú, ennek alapján a korai kromoszómavizsgálatokból azt a következtetést vonták le, hogy az óriáspanda semmiképp sem tartozhat a medvefélék közé.
Stephen J. O'Brien '80-as évekbeli vizsgálatai viszont kimutatták, hogy hat medvefaj kromoszómáinak sávozási mintája teljesen egybeesik az óriáspandáéval, amiből arra következtetett, hogy az ősi medvefaj kínai vonalában a kromoszómák a centroméráknál fogva összekapcsolódtak.
Csak a faj taxonómiai besorolásával kapcsolatos legújabb genetikai vizsgálatok bizonyították be mára, hogy az óriáspanda ősei 15 millió évvel távolodtak el a többi medve fejlődési vonalától. Ezzel szemben a kis panda, a mosómedvefélék (Procyonidae), sőt egy 2005-ös filogenetikai vizsgálat szerint a fókák közös ősét tartalmazó ág sokkal korábban, 30-35 millió éve vált el medveféléktől. Ezért az óriáspandát ma már egyértelműen a medvefélék (Ursidae) családjába sorolják, méghozzá mint az Ailuropodinae alcsalád egyetlen élő képviselőjét.
Az óriáspanda kis pandával való rokonítása és a mosómedvefélék családjába történő korábbi, anatómiai besorolása azon nyugodott, hogy az óriáspanda és a kis panda (Ailurus fulgens) növényevők. Számtalan megegyező ismertetőjegyük, amelyek ehhez a besoroláshoz vezettek – mint például a nagy őrlőfogak, a koponya, a hüvelykujjszerű képlet – azonban csak a két faj konvergens evolúciójára vezethető vissza, amelyet a hasonló táplálkozási mód okozott.
A genetika mai állása szerint a Procyonidae familia (mosómedvefélék családja) két alcsaládot, a Procyoninae és Ailurinae alcsaládokat tartalmazza, míg az Ursidae család az Ailuropodinae alcsaládot és a közös kládot alkotó Tremarctinae és Ursinae alcsaládot.
Az Ailuropoda nemnek valaha éltek más fajai is:
- †Ailuropoda microta (Pei, 1962) (késő pliocén)
- †Ailuropoda wulingshanensis (Wang et alii. 1982) (késő pliocén - kora pleisztocén)
- †Ailuropoda baconi (Woodward 1915) (pleisztocén)
- †Ailuropoda minor (Pei, 1962) (pleisztocén)[7]

### Alfajok

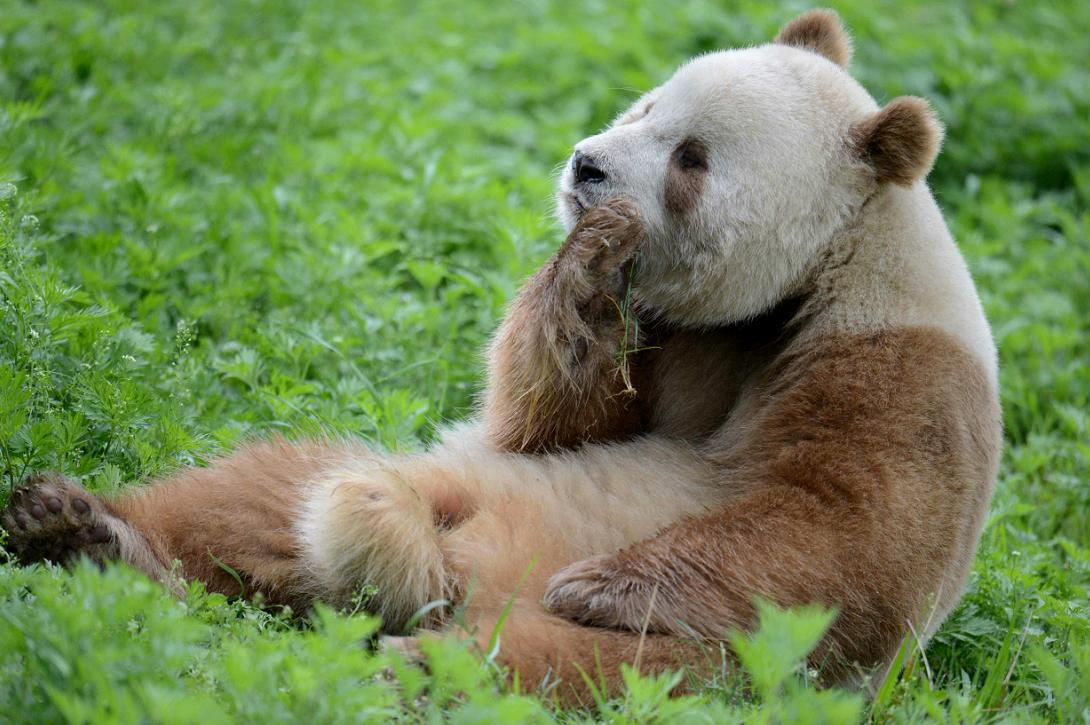
A Csinling-panda egy példánya

Jelenleg az óriáspandának két alfaját ismeri el a tudomány a különböző koponyamérések, bundaminták és genetikai vizsgálatok alapján:
- Ailuropoda melanoleuca melanoleuca, az óriáspanda törzsalfaja, mely a leggyakoribb alfaj. Főként Szecsuan tartományban található meg, élesen fekete-fehér kontrasztos bundájáról könnyen felismerhető.
- Csinling-panda (Ailuropoda melanoleuca qinlingensis),[9] egyedül a Senhszi tartományhoz tartozó Csinling-hegység 1300–3000 méteres magasságú részein őshonos. A szecsuani pandákkal ellentétben a bundája nem fekete-fehér, hanem barna-fehér.[8] Koponyája kisebb, mint rokonáé, ugyanakkor őrlőfogai nagyobbak.

Az óriáspanda genetikai történetének 2012-es vizsgálata megerősíti, hogy a Csinling-panda 300 ezer évvel ezelőtt vált le a szecsuani törzsalfajtól, ugyanakkor az utóbbi alfaj két csoportra vált szét mintegy 2800 évvel ezelőtt.

## Az óriáspandák és a kínai külpolitika
Mivel a Kínán kívül megtalálható összes óriáspanda a kínai állam tulajdona, ezért a jelen szabályozás miatt a jövőben sincs esély, hogy valamelyik külföldi ország saját példányt birtokoljon. Ezt a speciális monopóliumot a kínai kormány rendre kihasználja politikai célokra. A külföldi kölcsönadások a politika szempontjából fontos marketing- és jutalmazó eszközök. Volt már rá példa, hogy provokációs eszköz is voltak az óriáspandák, amikor Kína Tajvan számára ellenszolgáltatás nélkül ajánlott fel kölcsönadásra egy pandapárt. Ez azért volt kényes ajándék, mert a törvények szerint ellenszolgáltatás nélkül csak belföldre lehet óriáspandát kölcsönadni, így az "ajándék" a szeparatista Tajvan számára elfogadhatatlan volt. Végül nem pénzbeli, hanem csere kölcsön állatokkal oldották fel a tajvaniak a kényes helyzetet.
Kína már az 1984-es törvény előtt felismerte az óriáspandák diplomáciai erejét, ezért 1958-1982 között 23 óriáspandát ajándékoztak ilyen célokkal. Az egyik híresebb gesztus akkor történt, amikor 1972-ben Richard Nixon kínai látogatása után Mao Ce-tung adott egy pandapárt a washingtoni állatkertnek. Nixon két keleti pézsmatulok ajándékozásával viszonozta a gesztust.